# Philipp Bertkau

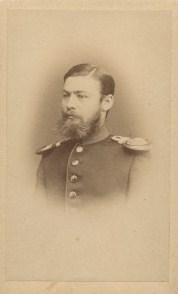
Philipp Bertkau

Philipp Bertkau (* 11. Januar 1849 in Köln; † 22. Oktober 1895 in Bonn-Kessenich), Sohn des Wollsortiermeisters Friedrich Wilhelm Bertkau und der Charlotte Sonnenschein, war ein deutscher Zoologe. Er arbeitete insbesondere über die Anatomie der hermaphroditischen Gliederfüßer, über den Geruchssinn der Schmetterlinge und über die Anatomie und Physiologie der Spinnen. Er befasste sich mit der Systematik insbesondere der südamerikanischen Spinnen.
Bertkau studierte Naturwissenschaften an der Universität Bonn und wurde dort 1872 auch promoviert. Im Herbst 1873 wurde er Assistent am Botanischen Institut in München. Im Frühling des folgenden Jahres ging er nach Bonn, wo er Assistent am zoologischen Institut wurde. Im selben Jahr erhielt er die Lehrbefähigung für höhere Schulen.
Im Jahr 1878 beschrieb Philipp Bertkau die Spinnen der Fossillagerstätte Rott.
Er nahm aktiv an der Bonner Gesellschaft für Naturgeschichte teil und wurde ihr Sekretär. Am 6. November 1882 wurde Bertkau an der Landwirtschaftsakademie von Poppelsdorf zum Professor ernannt. 1890 wurde er Konservator am Institut für Zoologie und vergleichende Anatomie – ein Posten, der extra für ihn geschaffen worden war. Im Jahr 1891 wurde er zum Mitglied der Gelehrtenakademie Leopoldina gewählt.
Im Alter von 44 Jahren erkrankte er. Er litt an nervösen Störungen und Lähmungen und starb bald darauf.

## Schriften
- Einige Spinnen und ein Myriapode aus der Braunkohle von Rott. In: Verhandlungen des naturhistorischen Vereins der preussischen Rheinlande und Westfalens, 4, 5, Bonn 1878, S. 346–360, Tafel 5 (Digitalisat)